# АЕС Цзіньшань
АЕС Цзіньшань (Чінь Шань) (кит.: 金山核能發電廠) — атомна електростанція на Тайвані.
Станція розташована на півночі острова в агломерації Нью-Тайбей за 30 км на північ від столиці країни Тайбея.
Будівництво першого енергоблоку АЕС Цзіньшань, що тривало шість років, закінчилося в 1978 році. Таким чином, Цзіньшань стала першою АЕС Тайваню. Всього на станції запустили два реактора киплячого типу виробництва General Electric. Потужність кожного становить 636 МВт і обидва вони діють на 2016 рік. Загальна потужність АЕС Цзіньшань становить 1272 МВт.
Вже у 2018 році закінчиться ліцензія на експлуатацію першого реактора, а в 2019 – і другого. У 2015 році стали проводитися дослідження з демонтажу АЕС. Планується витратити 18,2 млрд. доларів на повний демонтаж АЕС Цзіньшань. Тим не менш, купити металопрокат зі станції не вийде, так як термін демонтажу АЕС займе мінімум 25 років. Все обладнання, включаючи металопрокат у виробах, пройдуть кілька ступенів дезактивації, перш ніж покинути територію станції.

## Інциденти
У липні 2013 року на Тайвань обрушився тайфун. В результаті сталося засмічення різного роду сміттям очисних споруд АЕС. Також були пошкоджені лінії електропередач.
У серпні 2013 року на АЕС Цзіньшань виявили витік радіоактивної води, який стався в період з 2010 року. Протікали басейни витримки відпрацьованого ядерного палива.

## Інформація по енергоблоках
| Енергоблок  | Тип реакторів | Потужність | Потужність | Початок будівництва | Фізпуск    | Підключення до мережі | Введення в експлуатацію | Закриття |
| Енергоблок  | Тип реакторів | Чиста      | Брутто     | Початок будівництва | Фізпуск    | Підключення до мережі | Введення в експлуатацію | Закриття |
| ----------- | ------------- | ---------- | ---------- | ------------------- | ---------- | --------------------- | ----------------------- | -------- |
| Цзіньшань-1 | BWR, BWR-4    | 604 МВт    | 636 МВт    | 02.06.1972          | 16.10.1977 | 16.11.1977            | 10.12.1978              | —        |
| Цзіньшань-2 | BWR, BWR-4    | 604 МВт    | 636 МВт    | 07.12.1973          | 09.11.1978 | 19.12.1978            | 15.07.1979              | —        |